# Nantua
Nantua (prononcé [nɑ̃.t̪ɥa]) est une commune française située dans le département de l'Ain, en région Auvergne-Rhône-Alpes. Elle est une sous-préfecture de l'Ain.

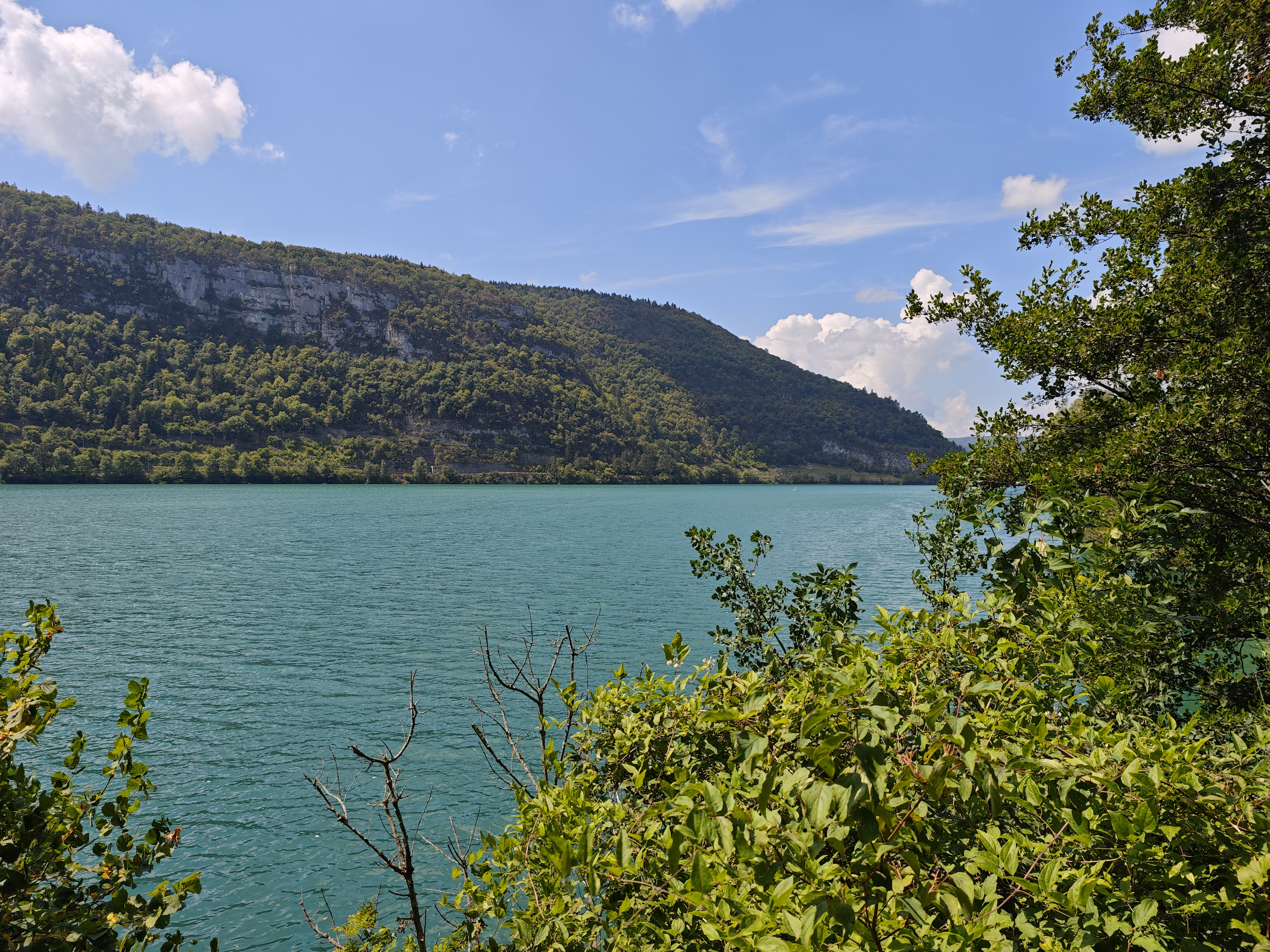
Le lac.

## Géographie

### Localisation
La ville de Nantua est située au bord du lac du même nom, et au pied d'une haute falaise calcaire instable, sous surveillance constante. Elle est dominée au sud par le plateau de Chamoise. La terre de Nantua est la partie orientale du département de l'Ain à l'exception du petit arrondissement de Gex.
Nantua a été longtemps une ville de transit, car traversée par la route nationale de Lyon à Genève ; lieu de passage et relais de tourisme, elle en a aussi subi les conséquences en matière de nuisances, bruit et pollution atmosphérique (façades des maisons noircies). Depuis la construction de l'autoroute A40, dite « autoroute des Titans », elle n'est connue de l'automobiliste que par le viaduc de Nantua. La ville disposait d'une gare, mais la liaison ferroviaire a été remplacée par une desserte en autocar et il ne reste plus qu'un arrêt. En 2010, les trains traversent de nouveau la ville grâce à la ligne du Haut-Bugey, mais ne s'y arrêtent pas. À 10 km de là se trouve le village de Charix réputé pour son lac Genin, la grotte de la Serra (plus grande grotte de l'Ain), ses nombreuses cascades et ses sentiers de randonnée.

### Communes limitrophes
Les communes limitrophes sont  Apremont, Charix, Les Neyrolles, Montréal-la-Cluse, Port et Saint-Martin-du-Frêne.
| Montréal-la-Cluse     | Apremont | Charix        |
| Port                  | Nantua   | Les Neyrolles |
| Saint-Martin-du-Frêne |          |               |

### Climat
Pour des articles plus généraux, voir Climat d'Auvergne-Rhône-Alpes et Climat de l'Ain.
En 2010, le climat de la commune est de type climat de montagne, selon une étude du CNRS s'appuyant sur une série de données couvrant la période 1971-2000. En 2020, Météo-France publie une typologie des climats de la France métropolitaine dans laquelle la commune est exposée à un climat de montagne ou de marges de montagne et est dans la région climatique Jura, caractérisée par une forte pluviométrie en toutes saisons (1 000 à 1 500 mm/an), des hivers rigoureux et un ensoleillement médiocre.
Pour la période 1971-2000, la température annuelle moyenne est de 10,2 °C, avec une amplitude thermique annuelle de 17,5 °C. Le cumul annuel moyen de précipitations est de 1 515 mm, avec 11,6 jours de précipitations en janvier et 8,6 jours en juillet. Pour la période 1991-2020, la température moyenne annuelle observée sur la station météorologique de Météo-France la plus proche, « Vieu », sur la commune de Vieu-d'Izenave à 10 km à vol d'oiseau, est de 9,4 °C et le cumul annuel moyen de précipitations est de 1 610,3 mm,. Pour l'avenir, les paramètres climatiques de la commune estimés pour 2050 selon différents scénarios d'émission de gaz à effet de serre sont consultables sur un site dédié publié par Météo-France en novembre 2022.

## Urbanisme

### Typologie
Au 1er janvier 2024, Nantua est catégorisée bourg rural, selon la nouvelle grille communale de densité à 7 niveaux définie par l'Insee en 2022.
Elle appartient à l'unité urbaine de Nantua, une agglomération intra-départementale dont elle est ville-centre,. La commune est en outre hors attraction des villes,.

### Occupation des sols

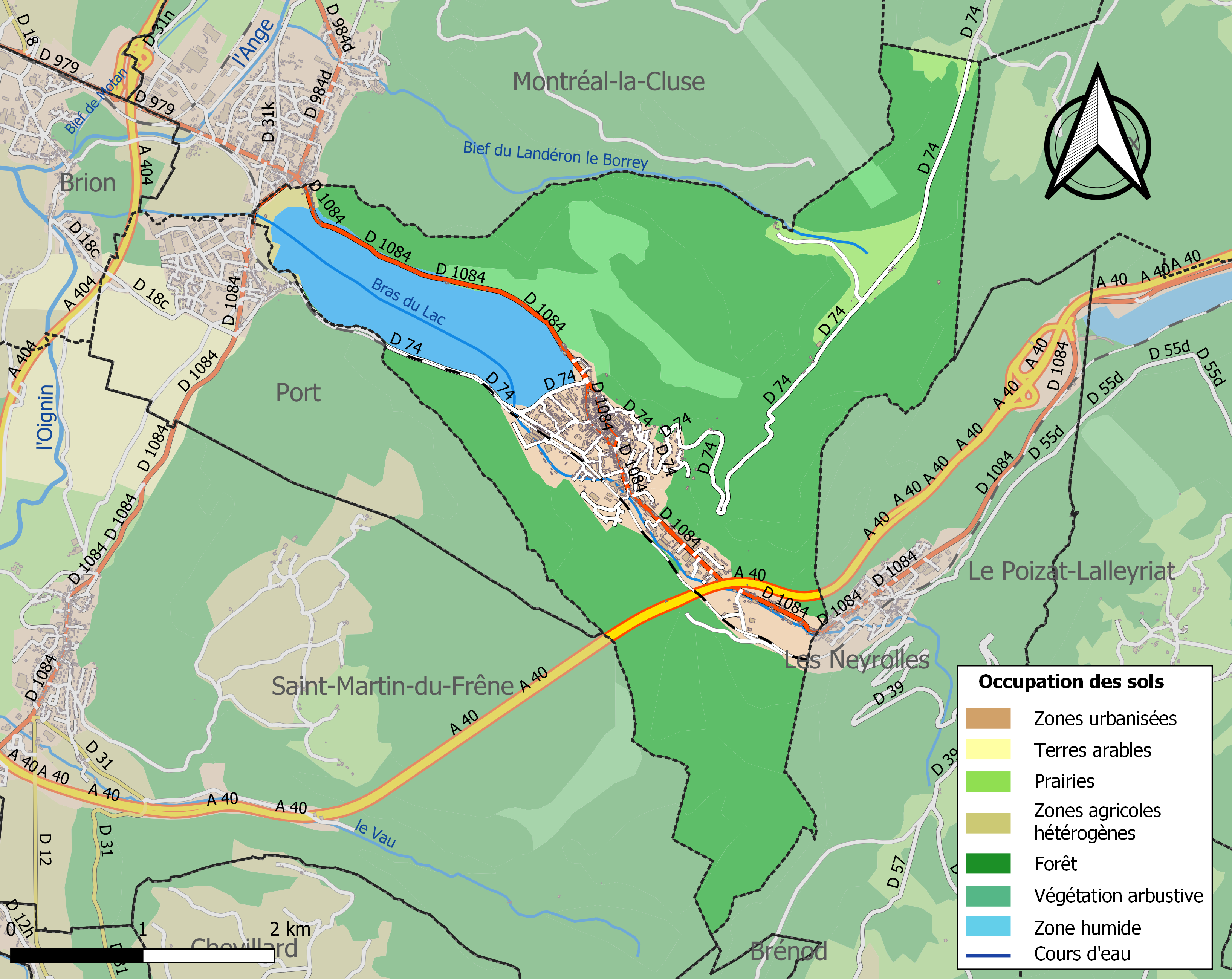
Carte des infrastructures et de l'occupation des sols de la commune en 2018 (CLC).

L'occupation des sols de la commune, telle qu'elle ressort de la base de données européenne d’occupation biophysique des sols Corine Land Cover (CLC), est marquée par l'importance des forêts et milieux semi-naturels (75,8 % en 2018), en diminution par rapport à 1990 (78,1 %). La répartition détaillée en 2018 est la suivante : 
forêts (69,1 %), eaux continentales (10 %), milieux à végétation arbustive et/ou herbacée (6,7 %), zones urbanisées (5,7 %), zones industrielles ou commerciales et réseaux de communication (4,5 %), prairies (3,4 %), zones agricoles hétérogènes (0,6 %).
L'évolution de l’occupation des sols de la commune et de ses infrastructures peut être observée sur les différentes représentations cartographiques du territoire : la carte de Cassini (XVIIIe siècle), la carte d'état-major (1820-1866) et les cartes ou photos aériennes de l'IGN pour la période actuelle (1950 à aujourd'hui).

### Morphologie urbaine
La commune est située dans une cluse avec des falaises au nord et au sud et un lac à l'ouest. Cette caractéristique en fait une commune peu étendue et concentrée.

### Logement
Le nombre total de logements dans la commune est de 1 821. Parmi ces logements, 87,6 % sont des résidences principales, 4,7 % sont des résidences secondaires et 7,7 % sont des logements vacants. Ces logements sont pour une part de 18,7 % des maisons individuelles, 77,5 % sont d'autre part des appartements et enfin seulement 3,8 % sont des logements d'un autre type. Le nombre d'habitants propriétaires de leur logement est de 29,4 %. Ce qui est très inférieur à la moyenne nationale qui se monte à près de 55,3 %. En conséquence, le nombre de locataires est de 64,7 % sur l'ensemble des logements qui est inversement supérieur à la moyenne nationale qui est de 39,8 %. On peut noter également que 5,9 % des habitants de la commune sont des personnes logées gratuitement alors qu'au niveau de l'ensemble de la France le pourcentage est de 4,9 %. Toujours sur l'ensemble des logements de la commune, 8,2 % sont des studios, 17,4 % sont des logements de deux pièces, 27,7 % en ont trois, 27 % des logements disposent de quatre pièces, et 19,7 % des logements ont cinq pièces ou plus.

### Voies de communication et transports

#### Voies routières
La commune est traversée par la route départementale 1084, accès majeur à la commune. Elle provient de Montréal-la-Cluse à l'ouest, longe le lac au pied de la falaise et traverse la commune en direction des Neyrolles à l'est.
Il existe également une route secondaire, il s'agit de la route départementale 74. Elle borde l'autre rive du lac de Nantua depuis l'ouest puis s'élève à flanc de montagne au nord pour rejoindre les communes d'un plateau dont Apremont fait partie.
D'autre part, l'autoroute A40 traverse la commune par le biais du viaduc de Nantua. Cet ouvrage imposant constitué de plusieurs piliers a été ouvert en 1990. L'entrée pour l'autoroute n'est pas située sur la commune, mais sur la commune voisine des Neyrolles.

#### Transport ferroviaire
Nantua est située sur la ligne du Haut-Bugey. La gare de la commune était desservie jusqu'en 1990 par les trains régionaux en provenance de Bellegarde-sur-Valserine et de Bourg-en-Bresse. La fermeture du tronçon La-Cluse - Bellegarde-sur-Valserine a entraîné la fermeture de la gare et la désaffectation des voies.
La ligne est rouverte à la fin de l'année 2010 pour le passage des TGV Paris - Genève. La gare de Nantua n'est pas desservie. Aujourd'hui, la gare la plus proche se trouve à Montréal-la-Cluse mais les dessertes sont limitées à Bourg-en-Bresse et à la ligne Andelot-en-Montagne - Montréal-la-Cluse, le tronçon Montréal-la-Cluse - Bellegarde-sur-Valserine n'ayant pas été rouvert aux trains régionaux. La gare la plus proche desservie par le TGV est celle de Nurieux-Volognat.

## Toponymie
La ville est nommée Nantoaci en 757. Les formes varient ensuite de Natuadis en 817 (à corriger en Nantuadis d'après les autres formes) à Nantuadenses en 829, et Nantuacense en 885. Les formes romanes se stabilisent autour du type Nantuas au XIIIe siècle.
Les spécialistes s'accordent pour considérer que le nom de la ville est construit sur le gaulois nanto ou nantu signifiant vallée (profonde ou encaissée) ou ravin. Pierre-Henry Billy explique les variations des formes anciennes par une alternance entre deux suffixes locatifs également d'origine gauloise, -ate ou -aco, considérés comme équivalents : une forme initiale *Nantuate ou *Nantoaco signifierait dans les deux cas le domaine du val.
La racine nant- est à l'origine de plusieurs autres noms de localités en France commençant par Nant- ou Nanc- (voir toponymie de Nancy, qui provient d'un ancien Nanciaco, pour une discussion plus complète et d'autres exemples). Ces noms sont formés soit directement sur le terme nanto, soit sur le nom de personne attesté Nantios qui provient lui-même de nanto (Nantios pourrait être traduit en Duval). Ici, la topographie très typique du site de Nantua confirme parfaitement l'hypothèse basée sur les formes anciennes d'une formation directe sur nanto. On pourra aussi comparer avec le nom du peuple des Nantuates, Ceux-de-la-vallée, un des peuples celtes occupant le Valais actuel, dont le nom provient du latin vallis (vallée).

## Histoire
La ville s'est formée autour d'un monastère de bénédictins, fondé en 671 par saint Amand, et de l'église par laquelle le corps de Charles II le Chauve aurait transité. L'abbaye bénédictine édifiée au VIIIe siècle est ravagée par les Hongrois. Au Xe siècle, elle est annexée à Cluny et, en 1100, elle devient un simple prieuré.
Au cours de la Seconde Guerre mondiale, la région de Nantua se distingue par une résistance active à l’occupant nazi. En représailles, les Allemands organisent plusieurs rafles. Lors de celle du 14 décembre 1943, 150 hommes âgés entre 18 et 40 ans sont capturés et emmenés en déportation. Nantua est libérée en septembre 1944 par les troupes débarquées en Provence. Pour l'action de ses habitants au cours de la guerre, la ville de Nantua a été décorée de la médaille de la Résistance française par le Général de Gaulle en 1947. Elle est titulaire de la croix de guerre 1939-1945. Le monument aux déportés situé sur les rives du lac, et un musée de la Résistance rappellent l'action des maquis de l'Ain au cours de la guerre.
Un énorme rocher de 12 000 tonnes, la Colonne, qui menaçait un quartier de Nantua, fut dynamité le 8 août 1973.

## Politique et administration

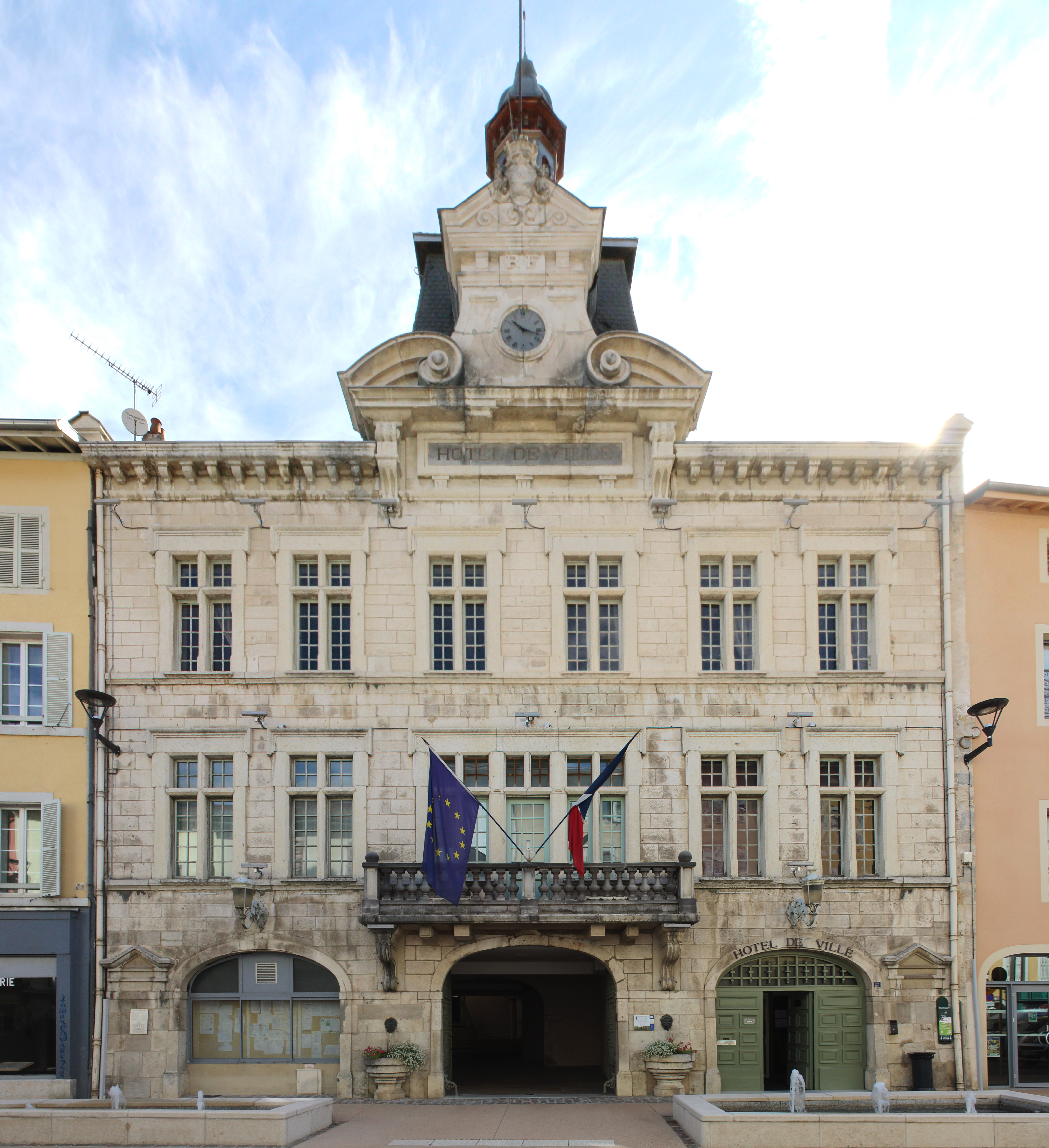
L'hôtel de ville en 2019.

### Administration municipale

#### Liste des maires
Liste de l'ensemble des maires qui se sont succédé à la mairie de la commune :
| Période                                  | Période           | Identité              | Étiquette         | Qualité                                           |
| ---------------------------------------- | ----------------- | --------------------- | ----------------- | ------------------------------------------------- |
| Les données manquantes sont à compléter. |                   |                       |                   |                                                   |
| données inconnues                        | données inconnues | Joseph Auguste Levrat |                   | Né en 1852 et mort en 1936. Originaire de Charix. |
| Les données manquantes sont à compléter. |                   |                       |                   |                                                   |
| XIXe siècle - données inconnues          |                   | Jean Mercier          |                   | Député, sénateur, président du conseil général    |
| Les données manquantes sont à compléter. |                   |                       |                   |                                                   |
| 1947                                     | 1953              | Marius Mugnier        |                   |                                                   |
| 1953                                     | 1967              | Claudius Piron        | apparenté Radical | Conseiller général                                |
| 1967                                     | 1971              | Louis Charbonneyriat  |                   |                                                   |
| 1971                                     | 1975              | Simon Pernod          | UDF               | Conseiller général                                |
| 1975                                     | 1985              | Louis Seigne-Martin   |                   |                                                   |
| 1985                                     | 1999              | Henri Gorju           | UDF               |                                                   |
| 1999                                     | 2008              | Gérard Maille         | DVD               |                                                   |
| 2008                                     | 2020              | Jean-Pierre Carminati | DVD               | Industriel. Mort en fonction                      |
| mai 2020                                 | En cours          | Jean-Pascal Thomasset |                   |                                                   |
| Les données manquantes sont à compléter. |                   |                       |                   |                                                   |

### Instances judiciaires et administratives
La commune de Nantua est le siège d'un palais de justice, il s'agit d'un tribunal d'instance. L'édifice a été construit en 1840. Il possède une façade de style néoclassique.
Nantua est une sous-préfecture du département de l'Ain. Les bureaux sont installés dans l'ancien couvent des sœurs augustines. L'édifice a été érigé en 1651.
Plusieurs autres institutions sont implantées dans la commune. Il s'agit du Trésor public, du bureau du cadastre, du bureau des hypothèques, de l'inspection de l’Éducation nationale, de l'hôtel des Forêts mais également la bureau de la Communauté de communes Lac de Nantua.
La brigade et compagnie de gendarmerie et un centre de secours sont également présents.

### Jumelages
Nantua est jumelée avec Val Brembilla (Lombardie / Italie du Nord) en 2011 et 2012. C'est une volonté de la municipalité de Nantua. Un comité associatif de jumelage (CJNB) est créé en 2013.
L'arbre du jumelage, un tulipier de Virginie, est planté sur le rond-point de l'Europe près du lac, le 23 juin 2012, lors de la signature du serment, en guise de symbole d'amitié envers les habitants de Brembilla et de l'immigration italienne en général qu'a connu le Haut-Bugey avant, pendant et après la Seconde Guerre mondiale.

## Population et société
Ses habitants sont les nantuatiens et les nantuatiennes. Un surnom souvent utilisé, catholards, viendrait d'une appellation méprisante des calvinistes du fief genevois voisin, les habitants de Nantua étant restés fidèles à leur monastère,.

### Démographie

#### Évolution démographique
L'évolution du nombre d'habitants est connue à travers les recensements de la population effectués dans la commune depuis 1793. Pour les communes de moins de 10 000 habitants, une enquête de recensement portant sur toute la population est réalisée tous les cinq ans, les populations de référence des années intermédiaires étant quant à elles estimées par interpolation ou extrapolation. Pour la commune, le premier recensement exhaustif entrant dans le cadre du nouveau dispositif a été réalisé en 2008.

En 2022, la commune comptait 3 431 habitants, en évolution de −1,46 % par rapport à 2016 (Ain : +5,15 %, France hors Mayotte : +2,11 %).
| 1793  | 1800  | 1806  | 1821  | 1831  | 1836  | 1841  | 1846  | 1851  |
| ----- | ----- | ----- | ----- | ----- | ----- | ----- | ----- | ----- |
| 2 798 | 2 791 | 3 744 | 3 515 | 3 701 | 3 696 | 3 846 | 3 658 | 3 746 |

| 1856  | 1861  | 1866  | 1872  | 1876  | 1881  | 1886  | 1891  | 1896  |
| ----- | ----- | ----- | ----- | ----- | ----- | ----- | ----- | ----- |
| 3 493 | 3 726 | 3 776 | 3 393 | 3 405 | 3 296 | 3 157 | 2 973 | 3 033 |

| 1901  | 1906  | 1911  | 1921  | 1926  | 1931  | 1936  | 1946  | 1954  |
| ----- | ----- | ----- | ----- | ----- | ----- | ----- | ----- | ----- |
| 2 989 | 2 891 | 2 966 | 2 835 | 2 865 | 2 931 | 2 760 | 2 648 | 2 997 |

| 1962  | 1968  | 1975  | 1982  | 1990  | 1999  | 2006  | 2008  | 2013  |
| ----- | ----- | ----- | ----- | ----- | ----- | ----- | ----- | ----- |
| 3 265 | 3 560 | 3 440 | 3 572 | 3 602 | 3 902 | 3 693 | 3 633 | 3 524 |

| 2018  | 2022  | - | - | - | - | - | - | - |
| ----- | ----- | - | - | - | - | - | - | - |
| 3 410 | 3 431 | - | - | - | - | - | - | - |

#### Pyramide des âges
En 2021, le taux de personnes d'un âge inférieur à 30 ans s'élève à 38,4 %, soit au-dessus de la moyenne départementale (35,3 %). À l'inverse, le taux de personnes d'âge supérieur à 60 ans est de 24,3 % la même année, au niveau communal et départemental.
En 2021, la commune comptait 1 694 hommes pour 1 755 femmes, soit un taux de 50,88 % de femmes, légèrement supérieur au taux départemental (50,65 %).
Les pyramides des âges de la commune et du département s'établissent comme suit :
| Hommes | Classe d’âge | Femmes |
| ------ | ------------ | ------ |
| 1,0    | 90 ou +      | 4,9    |
| 6,2    | 75-89 ans    | 9,6    |
| 12,9   | 60-74 ans    | 13,8   |
| 19,3   | 45-59 ans    | 16,8   |
| 19,7   | 30-44 ans    | 18,9   |
| 19,4   | 15-29 ans    | 16,8   |
| 21,6   | 0-14 ans     | 19,1   |

| Hommes | Classe d’âge | Femmes |
| ------ | ------------ | ------ |
| 0,6    | 90 ou +      | 1,6    |
| 6,3    | 75-89 ans    | 8,1    |
| 15,5   | 60-74 ans    | 16,2   |
| 21     | 45-59 ans    | 20,4   |
| 19,8   | 30-44 ans    | 19,8   |
| 16,4   | 15-29 ans    | 15     |
| 20,4   | 0-14 ans     | 18,9   |

### Enseignement
La commune dispose d'une école maternelle et d'une école primaire. L'école maternelle accueille les enfants par classe d'âge dans cinq classes différentes. Environ 120 enfants y sont inscrits. L'école primaire propose neuf classes pour répartir les 200 enfants inscrits par niveau, du CP au CM2. Les services proposés dans ces écoles sont la cantine et les garderies du matin et du soir entre autres.
À cela s'ajoute une école privée, Sainte-Thérèse, dotée de sept classes et qui accueille en moyenne 180 enfants dont la moitié sont issus de la commune et le reste de communes voisines.
Après l'école élémentaire, les enfants peuvent s'inscrire au collège Xavier-Bichat situé dans la commune. L'établissement a été rénové au début des années 2000 et permet l'accueil d'environ 350 jeunes.
Enfin, il existe deux lycées situés sur la commune.
Le lycée public est le lycée Xavier-Bichat, sa construction sur les bords du lac de Nantua date des années 1990. Il accueille environ 600 élèves et propose l'accession à plusieurs baccalauréats. Il existe une filière scientifique, une littéraire et une économique et sociale. À cela s'ajoutent des filières de CAP. Il existe également des pôles sportif : Tennis, Cycliste et Rugby
Il existe également un des deux sites du lycée professionnel privé rural de l’Ain, qui accueille environ 240 élèves par an.
Certains jeunes nantuatiens sont scolarisés aux lycées Paul-Painlevé à Oyonnax et Arbez-Carme à Bellignat.

### Manifestations culturelles et festivités
L’Office de Tourisme du Pays de Nantua – Haut-Bugey organise chaque année, dans le cadre de la semaine du goût (octobre), la Fête de la quenelle sauce Nantua.

### Sports et loisirs
- Tennis
  - Le T.C.N (Tennis Club Nantua) est un club de tennis de 75 membres : 40 jeunes et 35 adultes. Il y a une école de tennis et 2 professeurs y dispensant des cours . Il y a 6 terrain : 4 en Béton Poreux non couvert, 1 en Résine couvert 1 en dalle plastique (Taraflex) couvert également.
- Rugby à XV
  - L'US Nantua-Port Rugby Haut-Bugey est un des moteurs de l'animation catholarde notamment avec ses célèbres stands. Le club a évolué en Fédérale 2. Ses stands ont toujours lieu la dernière semaine de juin et la 1re semaine de juillet. Le lieu de rendez-vous est la place d'Armes, au centre du village, entre la fontaine et la statue d'Alphonse Baudin mais aussi au pied de l'église. L'US Nantua-Port Rugby Haut-Bugey a été finaliste du championnat de France Honneur en 2015.
- Football
  - L'US Nantua créée en 1907, qui compte 5 catégories : les U9, les U11, les U13, les U15 et deux équipes séniors.En mai 2017, l'équipe remporte pour la première fois de son histoire la coupe de l'Ain dans le stade de Péronnas, avant d'atteindre la finale la saison suivante.

### Médias
Le journal Le Progrès propose une édition locale aux communes du Haut-Bugey. Il parait du lundi au dimanche et traite des faits divers, des évènements sportifs et culturels au niveau local, national, et international.
Le journal La Voix de l’Ain est un hebdomadaire qui propose des informations locales pour les différentes régions du département de l'Ain.
La chaîne France 3 Rhône Alpes Auvergne est disponible dans la région.

## Économie

### Revenus de la population et fiscalité
Selon l'enquête de l'INSEE en 1999, les revenus moyens par ménage sont de l'ordre de 14 577 euros par an, alors que la moyenne nationale est de 15 027 euros par an. Il n'y a pas de redevables de l'impôt de solidarité sur la fortune (ISF) à Nantua.

### Emploi
La population de Nantua se répartit à 46,5 % d'actifs, ce qui est légèrement supérieur au 45,2 % d'actifs de la moyenne nationale, 16 % de retraités, un chiffre inférieur au 18,2 % national. On dénombre également 24,2 % de jeunes scolarisés et 13,3 % d'autres personnes sans activité.
Le taux d'activité de la population des 20 à 59 ans de Nantua était de 84 %, avec un taux de chômage de 8,8 %, en 1999, donc bien inférieur à la moyenne nationale de 12,9 % de chômeurs.
|                             | Agriculteurs | Artisans, commerçants, chefs d'entreprise | Cadres, professions intellectuelles | Professions intermédiaires | Employés | Ouvriers |
| --------------------------- | ------------ | ----------------------------------------- | ----------------------------------- | -------------------------- | -------- | -------- |
| Nantua                      | 0,2 %        | 7,4 %                                     | 6,9 %                               | 18,1 %                     | 22,6 %   | 44,7 %   |
| Moyenne nationale           | 2,4 %        | 6,4 %                                     | 12,1 %                              | 22,1 %                     | 29,9 %   | 27,1 %   |
| Sources des données : INSEE |              |                                           |                                     |                            |          |          |

### Entreprises de l'agglomération
On dénombre, en 2004, 199 entreprises dont la majorité sont des commerces (51), des services aux particuliers (39), des services d'éducation - santé - action sociale (26) et des services aux entreprises (24).

### Commerce
Pour les entreprises de bouche, la commune de Nantua est dotée de deux boulangeries-pâtisseries, d'une rôtisserie, d'un boucherie, d'une sandwicherie, d'un primeur et d'un fabricant de quenelles.
En ce qui concerne l'artisanat, on trouve notamment un plâtrier-peintre et une marbrerie. Mais la commune dispose également d'une pharmacie, d'un magasin de vêtements, d'une boutique d'esthétique, de quatre salons de coiffure, d'une bijouterie, d'une mercerie et d'un fleuriste entre autres.

## Culture locale et patrimoine

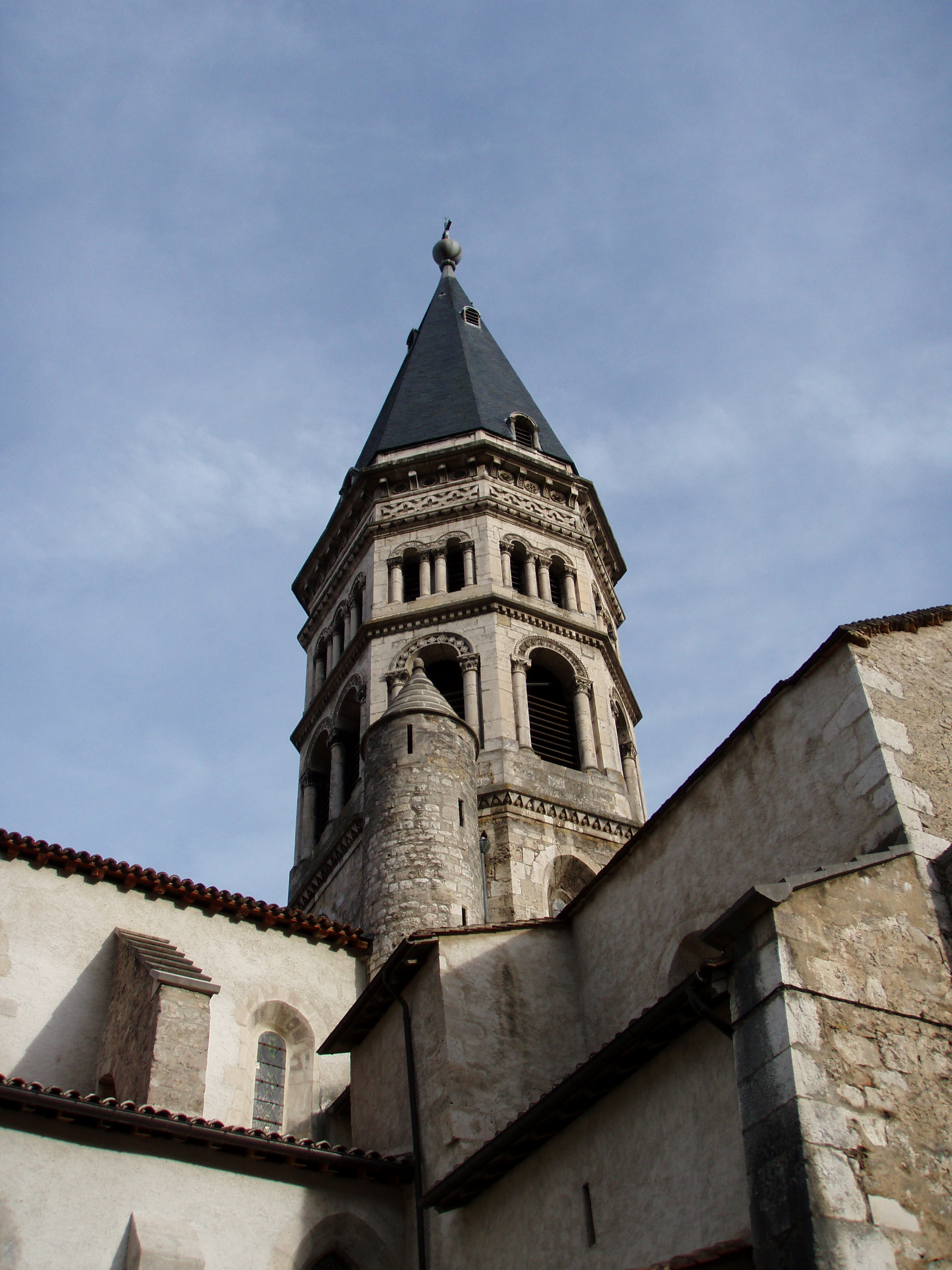
Clocher de l'abbatiale Saint-Michel de Nantua.

### Lieux et monuments

#### Monuments civils
- Thermes romains derrière le collège Xavier Bichat sous la route qui monte à Apremont.
- Le monument aux déportés de l'Ain est situé sur les bords du lac
- Monument à Alphonse Baudin
- Nantua est surplombée par un viaduc de l'A40 qui débouche sur le tunnel de Chamoise à 76 m de hauteur. Il est renommé pour les bouchons qui s'y provoquaient en période de chassé-croisé hivernal avant le doublement des voies en 1995 ; travaux qui n'ont pas résolu le problème aujourd'hui encore.

#### Monuments religieux
L'église Saint-Michel, place d'Armes, fait l’objet d’un classement au titre des monuments historiques depuis le 24 juin 1907.
Il s'agit d'une église romane clunisienne qui abrite un tableau d'Eugène Delacroix : Saint Sébastien secouru par les saintes femmes.

### Patrimoine naturel
- Le lac de Nantua.

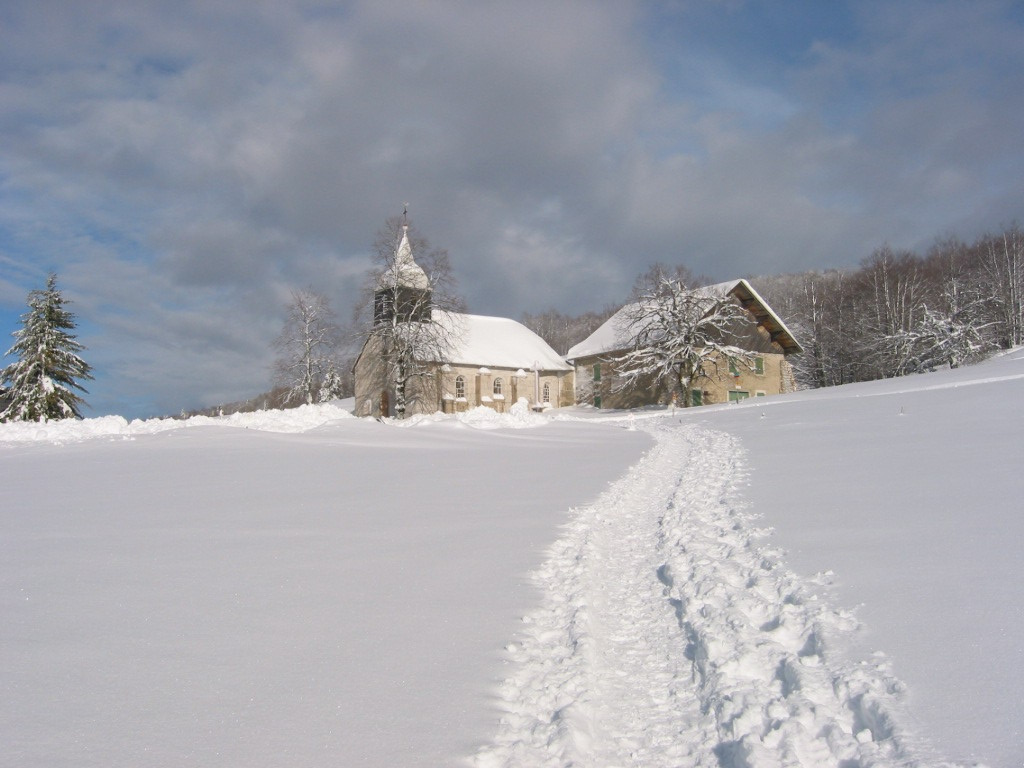
Le Retord en hiver.

- Le plateau de Retord, au-dessus de Nantua et se prolongeant jusqu'à Bellegarde-sur-Valserine ; des paysages grandioses où plusieurs films ont été tournés en décor naturel, mais également un lieu destiné à la pratique du ski, essentiellement de randonnée.

### Gastronomie
La sauce Nantua, à base de beurre d'écrevisse, est utilisée pour accompagner les quenelles de poisson. À Nantua, les quenelles sont fabriquées avec un minimum de 22 % de chair de brochet. Les écrevisses qui entraient dans la conception de cette sauce provenaient de l'abondance, autrefois, de ces crustacés dans les rivières et lac de Nantua. Le beurre était élaboré avec les déchets de carapace qui était cuite, pilée et filtrée.

### Patrimoine culturel
Le musée de la résistance et de la déportation de l'Ain et du Haut-Jura présente plus de 15 000 objets dans une muséographie vivante et moderne. C'est l'un des fonds les plus riches de France sur la Seconde Guerre mondiale.
Le musée a été créé par l'association des Amis du Musée fin 1983, dans l'ancienne prison de la ville datant du milieu du XIXe siècle. Après les travaux effectués par quelques anciens résistants et déportés bénévoles et les nombreux dons reçus, la première muséographie mise en place, le musée ouvrit ses portes le vendredi 12 août 1985. Il fut inauguré le 18 octobre 1986 par le général Simon, alors Chancelier de l'ordre de la libération, Jacques Boyon, secrétaire d'État à la Défense, Henri Gorju, maire de Nantua et Pierre Mercier, Président des Amis du Musée.
L'association le géra jusqu'en 1990, ensuite la ville de Nantua jusqu'à fin 2003, actuellement le Conseil général de l'Ain. Contrôlé en 1992, il reçut le label "Musée de France" en 2003. Il est considéré comme l'un des principaux musées référents sur le thème des maquis et de l'armée secrète en France.

### Personnalités liées à la commune
(par ordre chronologique de naissance)
- Abbés et prieurs de Saint-Pierre de Nantua[48].
- Grégoire Jagot (Nantua 1750 - Toul, Meurthe-et-Moselle 1838) : homme politique, député à l'Assemblée législative puis à la Convention nationale.
- Jean-Baptiste Baudin (Nantua 1811 - Paris 1851) : médecin, homme politique et député ; il fut tué sur une barricade.
- Pierre Baudin (Nantua 1863 - Paris 1917) : homme politique et député.
- Marius Mangier (Lyon 1867 - Nantua 1952) : artiste peintre
- Eugène Chanal (Jean Louis Chanal) (Nantua 1869 - id. 1951) : homme politique.
- Pierre Debizet (Nantua 1922 - Suresnes 1996) : homme politique et barbouze.
- Guy-Rachel Grataloup (Nantua 1935) : peintre et plasticien.
- Jean-Louis Aubert (Nantua 1954) : guitariste et chanteur, notamment du groupe Téléphone.
- Nelly Blumenthal (Nantua 1968), autrice et illustratrice de littérature jeunesse.
- Corinne Niogret (Nantua 1972) : biathlète ; médaillée d'or en relais aux J.O. d'Albertville (1992) et de bronze aux J.O. de Lillehammer (1994).
- David Hellebuyck (Nantua 1979) : footballeur, a débuté à l'Olympique lyonnais avant de passer par Saint-Étienne, Paris et Nice, entre autres.
- Amélie Goudjo (Nantua 1980) : handballeuse (internationale française), a joué dans plusieurs clubs tels Issy-les-Moulineaux ou Bera Bera (San Sebastian).
- Xavier Tomas (Nantua 1984) : footballeur.
- Xavier Thévenard (Nantua 1988) : coureur spécialiste de l'ultra-trail, seul ayant réalisé le grand chelem de l'Ultra-Trail du Mont-Blanc en remportant les 4 courses individuelles.

### Héraldique et logo

Logo de la municipalité jusqu'en 2020.

| Blason de Nantua | Blason  | D'argent au lac de sinople, chargé d'une truite d'argent, bordé en chef d'une forêt de sinople brochant sur les montagnes d'or ; au chef d'azur chargé d'une fleur de lis d'or. |
| Blason de Nantua | Détails | Le statut officiel du blason reste à déterminer. |